# Војин Комадина
Војин Комадина (Карловац, 8. новембар 1933 — Београд, 9. фебруар 1997) био је српски композитор и први генерални секретар Академије наука и умјетности Републике Српске.

## Биографија
Рођен је 1933. у Карловцу. Његов отац Душан Комадина је био официр Војске Краљевине Југославије, а након рата технички директор Југословенског драмског позоришта у Београду, и Народног позоришта у Тузли. Мајка му се звала Милена, дјевочјачко презиме Дубајић. У Београд су дошли као избјеглице како би се склонили од усташких злочина за вријеме Другог свјетског рата. Средњу музичку школу „Станковић“ је завршио у Београду. Први наступ као композитор је имао у Тузли 1954. године. Године 1955. је уписао Музичку академију Универзитета у Београду, а 1957. прелази у Сарајево на Музичку академију, гдје је дипломирао 1960. По одласку из Београда, једно вријеме живи у Тузли, а од 1966. у Сарајеву. Радио је на Радио-телевизији Сарајево као музички уредник. Био је и предсједник Савеза организација композитора Југославије у периоду од 1981. до 1982. Био је професор композиције и оркестрације на Музичкој академији у Сарајеву од 1975. до 1983. године, када одлази у инвалидску пензију. Године 1986. почиње да ради на Музичкој академији у Титограду. Неки од његових студената су Војна Нешић, Владимир Ђенадер, Војислав Ивановић, Татјана Прелевић, Драгана Лучић, Оливера Дакић, Александар Перуновић и други. Сарајево је напустио 1992. године. Члан Академије наука и умјетности Републике Српске је постао на дан њеног оснивања 11. октобра 1996. године. Био је први генерални секретар АНУРС у периоду од 11. октобра 1996. до 9. фебруара 1997. године. Преминуо је у Београду 9. фебруара 1997. године.

## Награда Војин Комадина
Музичка академија Универзитета у Источном Сарајеву додјељује награду „Војин Комадина“ најбољем студенту године. А једна улица у Источно Сарајеву по њему носи име.

## Стваралачки опус
- Опело јасеновачко
- Сатана
- Руковет - Поткозарје (свита за месовити хор)
- Тражим помиловање (1986)
- Бели анђео – фреска за симфонијски оркестар (1987)
- Тротинет
- Ода Ловћену (1951)
- Прва руковет – Песме са Косова
- Шематички ноктурно
- Трешњев цвет (1954/69)
- Пета руковет – „Македонска“ за мјешовити хор (1960)
- Симфонијета за гудаче (1958/59)
- Кон-церт за клавир и оркестар бр. 1 (1960)
- Поглед (1963)
- Телеграфске басне (1964)
- Незгода (1961)
- Печалбари (1964)
- Концертантне импровизације (1964)
- Глосе са маргина Срећковићевог еванђеља (1972)
- Смрт мајке Југовића (1973)
- Нијемо гламочко коло (1975)
- музика за ТВ серију Поробџије (1975)
- Касандра (1976/83)
- Концерт за клавир и гудачки оркестар бр. 2 (1978)
- Пет прелудијума за клавир (1978)
- Отац Грмеч (1979)

## Награде
- Награда Радио-телевизије Београд за дечју песму 1963.
- Мокрањчева награда, коју му је додијелио Савез удружења композитора Југославије 1964.
- Награда Југословенске радио-телевизије за композиторски рад 1968.
- Награда Југословенске радио-телевизије за „Песме једног калуђера“ 1966.
- Стеријина награда, за сценску музику у драми „Кућа оплакана“ 1972.
- Награда „Стеван Мокрањац“ за Седму руковет – „Пјесме Јање Чичак“ 1972.
- Награда савезног фонда СУБНОР-а „4. јули“ 1974.